# Kordofan Settentrionale
Il Kordofan Settentrionale (in arabo شمال كردفان‎?, Shamāl Kurdufān) è uno dei quindici wilayat, o stati, del Sudan. Copre una superficie di 185.302 km² e ha una popolazione di circa 1.400.000 abitanti (2000). Al-Ubayyid è la sua capitale ed è generalmente una zona arida e desertica.

## Storia
Per secoli il Kordofan Settentrionale è stato abitato da popolazioni nomadi e dedite alla pastorizia, come la tribù dei Yazid.
La zona ha sofferto una continua siccità fino alla metà degli anni sessanta. La deforestazione ha comportato gravi danni per la flora locale. Organizzazioni non governative operanti nel Kordofan hanno provato a riforestare la zona, hanno creato centri d'ascolto per i problemi femminili, permettendo alle donne di avere una fonte di reddito indipendente. È stata introdotta la produzione di energia solare e sono stati svolti corsi di addestramento per istruire la popolazione. Le OGN (Organizzazioni non governative) hanno constatato che gli abitanti hanno però bisogno di sussidi e aiuti che solo il governo e le istituzioni governative centrali possono dare a loro.

## Città del Kordofan Settentrionale
- Al-Ubayyid
- El Gebir
- Er Rahad
- Ruaba
- Taiyara
- Umm Debbi
- Umm Qantur
- Umm Saiyala